# Dantya heardi
Dantya heardi är en kräftdjursart som beskrevs av Louis S. Kornicker 1986. Dantya heardi ingår i släktet Dantya och familjen Sarsiellidae. Inga underarter finns listade i Catalogue of Life.